# Polyclinum pute
Polyclinum pute är en sjöpungsart som beskrevs av Monniot 1987. Polyclinum pute ingår i släktet Polyclinum och familjen klumpsjöpungar. Inga underarter finns listade i Catalogue of Life.